# Propaganda a délszláv háború idején
A délszláv háború idején (1991–2001) a propagandát széles körben használták a Jugoszláv Szövetségi Köztársaság, Horvátország és (bizonyos mértékben) Bosznia médiafelületein.
A konfliktusok során minden oldal propaganda eszközeként használta a médiát. Az egykori Jugoszláviában a média etnikai vonalak mentén oszlott meg, és csak néhány független hang ellenezte a nacionalista retorikát.
A propaganda kiemelten használt eszköz volt Slobodan Milošević rezsimje által Szerbiában. Az 1980-as évek végén kezdte meg kontrollját a nyilvánosság felett, és 1991-re sikeresen konszolidálta a szerb rádiót és televíziót és a többi szerb média orgánumot, amelyek nagyrészt a rezsim szócsövévé váltak. A Nemzetközi Törvényszék a volt Jugoszlávia ellen indított vádiratában Miloševićet azzal is vádolta, hogy a médiát propagandacélokra használta.
Horvátországban a médiához tartozott az állam fő közszolgálati műsorszolgáltatója, a Horvát Rádió és Televízió, amely nagyrészt Franjo Tuđman és pártja, a Horvát Demokratikus Unió (HDZ) irányítása alá került. A horvát média a horvátországi és a boszniai háború idején is propagandát folytatott.
Néhány elemző azt is állította, hogy a nyugati média is alkalmazott propaganda taktikákat a háborúk tudósítása során, különösen a szerbek negatív ábrázolásában a konfliktusok alatt.

## Előzmények és háttér
A délszláv háború alatt a média kritikus szerepet játszott a közvélemény befolyásolásában a konfliktus kapcsán. Az állami rezsimek által ellenőrzött média hozzájárult egy olyan környezet kialakításához, amely lehetővé tette a háború kitörését azáltal, hogy támadta a polgári elveket, félelmet keltett az etnikai erőszaktól és a beleegyezés megszerzésére törekedett. 
Bár Jugoszlávia szétesése során minden oldal használt propagandát, Slobodan Milošević rezsimje vezető szerepet játszott annak terjesztésében. 1987-ben Milošević elkezdte az állami televíziót használni arra, hogy a Jugoszláv Szocialista Szövetségi Köztársaságot „szerbellenesnek” ábrázolja, ami rivális propagandát váltott ki Horvátországban, valamint Bosznia és Herzegovinában. A legtöbb médium engedett ezeknek a taktikáknak, és saját etnikai és politikai pártjainak eszközeként működött, kivéve egy maroknyi független médiát. Az 1980-as években számos jelentős média botrány történt, mint például az 1985-ös Đorđe Martinović incidens és az 1987-es Vojko és Savle ügy. A SANU-memorandum 1986-ban vált ismertté, miután kiszivárgott a mainstream médiában.
Jóval a horvátországi konfliktus kitörése előtt mind a szerb, mind a horvát média előkészítette közönségét az erőszakra és a fegyveres konfliktusra azáltal, hogy a másik felet rossz színben feltüntető második világháborús atrocitásokról szóló történeteket sugároztak. Így a horvát médiában a szerbeket gyakran csetnikeknek (vagy időnként partizánoknak), míg a szerb médiában a horvátokat usztasáknak ábrázolták. Amint megkezdődött a harc, ezek voltak a szokásos címkék, amelyeket mindkét oldal háborús jelentéseiben használtak; gyűlöletet és félelmet ültettek el a lakosságban. A szerb és horvát propagandakampányok egymást is erősítették. A horvát elnök, Franjo Tudjman és más horvát közszereplők nacionalista retorikája, amelyet az 1990-es horvátországi parlamenti választások előtt és után hangoztattak, Milošević javára szolgált. Hasonlóképpen Milošević politikája felkeltette a horvátok nacionalista érzelmeit, amit Tudjman használt ki.